# Ilja Alexandrowitsch Altman

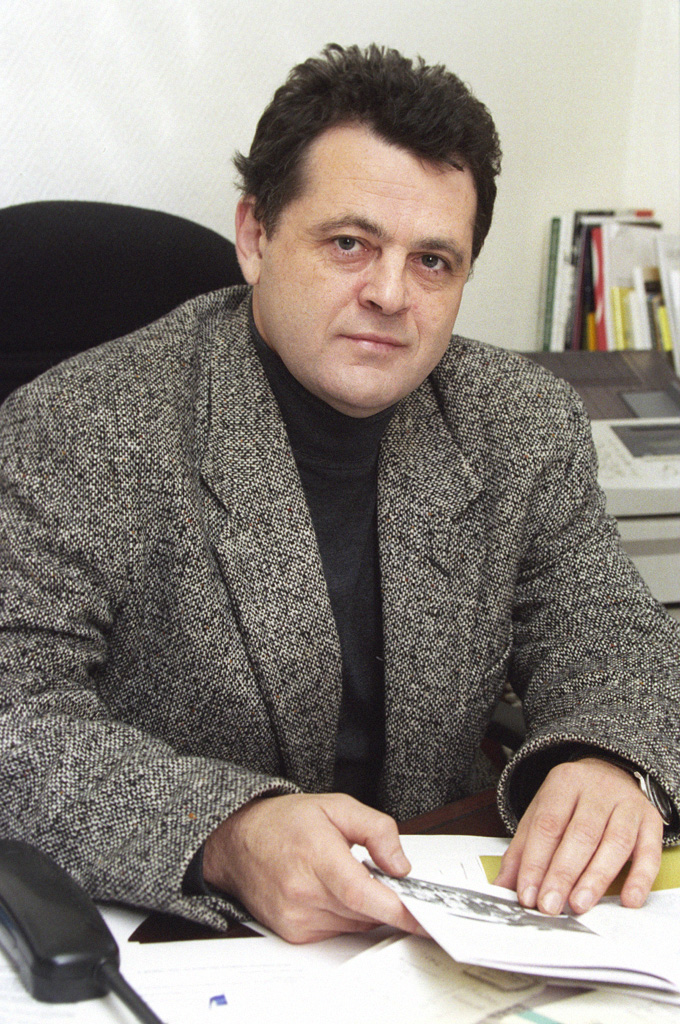
Ilja Altman 2000

Ilja Alexandrowitsch Altman (russisch Илья Александрович Альтман, auch als Ilya Altman, wiss. Transliteration: Ilya Alexandrovič Altman; * 1955) ist ein russischer Historiker und (neben Alla Gerber) Gründer und Co-Vorsitzender des Russischen Forschungs- und Bildungszentrums „Holocaust“ in Moskau. Darüber hinaus ist er Autor von über 300 Publikationen über die Geschichte des Holocaust und des Großen Vaterländischen Krieges, von denen viele in den USA, Israel und Westeuropa erschienen sind.

## Leben
Altman ist Absolvent der Moskauer Staatlichen Universität für Humanwissenschaften, an der er von 1988 bis 1993 als Dozent tätig war. 1983 promovierte er an der Akademie der Wissenschaften der UdSSR. Anschließend war er stellvertretender Direktor des Staatlichen Archivs in Wladimir und leitender Referent des Staatlichen Archivs der UdSSR. 1991 gründete er gemeinsam mit Michail Gefter das erste Holocaustforschungszentrum in Russland. Ilja Altman hält regelmäßig Vorträge an führenden Universitäten in den USA, Frankreich und Deutschland.
Altman und seine Kollegen am Holocaustzentrum in Moskau setzen sich seit Jahren erfolgreich für die Aufnahme der Geschichte des Holocausts in die Curricula russischer Schulen ein, wobei sie von offizieller Seite unterstützt werden. Altman ist darüber hinaus (Co-)Autor mehrerer russischsprachiger Lehrerhandbücher zur Geschichte der Shoa.
Altman unterstrich bereits früh die Wichtigkeit der Lehrerausbildung für die Aufarbeitung des Holocaust in russischen Schulen. Als Co-Vorsitzender des Zentrums „Holocaust“ rief er daher ein eigenes Referat für Fortbildungsprogramme ins Leben. Die hierdurch organisierten Seminare werden von Yad Vashem, der Jewish Agency, dem Joint Distribution Committee und anderen Organisationen unterstützt.
Darüber hinaus geht die Initiative zur Errichtung der Moskauer Gedenksynagoge sowohl auf den Russisch-Jüdischen Kongress als auch auf Ilja Altman zurück.

## Veröffentlichungen (Auswahl)
- Opfer des Hasses. Der Holocaust in der UdSSR 1941–1945. Mit einem Vorwort von Hans-Heinrich Nolte. Aus dem Russischen von Ellen Greifer. Muster-Schmidt, Gleichen / Zürich 2008, ISBN 978-3-7881-2032-0.(Russische Originalausgabe: Жертвы ненависти. Холокост в СССР, 1941—1945 гг. – Schertwy nenawisti. Cholokost w SSSR 1941–1945, Fond „Kowtscheg“, Moskwa 2002, Rezension H-Soz-u-Kult, 24. Oktober 2008).
- The Unknown Black Book: The Holocaust in the German-occupied Soviet Territories; 2008 (Memento vom 19. November 2010 im Internet Archive) (englisch)
- Der Holocaust auf den sowjetischen Gebieten. Eine Enzyklopädie; Moskau und Jerusalem 2009 (russisch)